# Ippolita Avalli
Ippolita Avalli, pseudonimo di Vera Ciossani (Milano, 20 gennaio 1949), è una scrittrice italiana.

## Biografia
Cresciuta nella Bassa Padana presso genitori adottivi, all'età di sei anni rimane orfana di madre (di cui assumerà il cognome). L'anno successivo il padre adottivo si risposò (avrà altri due figli). Pubblica le sue prime poesie nel 1966 sul Cittadino di Lodi ma la mutata situazione familiare la porta ad andar via di casa ancora minorenne. Tra il 1966 e il 1968 conduce una vita nomade tra Parigi, Londra e Amsterdam, come groupie di alcuni musicisti rock. Questi avvenimenti torneranno come  tema dell'abbandono dei luoghi dell'infanzia sia nel testo della canzone L'addio, scritta con Franco Battiato nel 1981, che in seguito nel suo romanzo La dea dei baci (1997).
Rientrata in Italia, nel 1970 si trasferisce a Roma seguendo un'amica ballerina in una compagnia di avanspettacolo, si iscrive alla facoltà di Psicologia e Lettere e inizia a frequentare il mondo dello spettacolo, come attrice nel teatro di rivista e nel teatro sperimentale e come autrice di testi. Durante il lavoro come figurante e comparsa a Cinecittà, ha l'occasione di incontrare Federico Fellini per cui scrive alcune scene del film La città delle donne (1979). È anche co-fondatrice del gruppo di post-avanguardia "The a tre" che partecipa a rassegne in Italia e all'estero (1978-1980) con una performance nell'appartamento romano del pittore Mario Schifano (1980).
Attiva nel Movimento studentesco del 1977, partecipa all'occupazione della Casa delle donne di Via del Governo Vecchio 39 a Roma. Frequenta corsi astrologici di Lisa Morpurgo, si avvicina alla scuola Quarta Via del filosofo Georges Ivanovič Gurdjieff e continua l'attività letteraria publicando poesie su Poesia Contemporanea (1978) e il racconto sperimentale Anavlis (1979).
Nel 1982 scrive il suo primo libro, Aspettando Ketty, letto in bozza da Italo Calvino e considerato scandaloso dalla critica per le tematiche crude e dirette ma che attira l'interesse del grande pubblico.
Trasferitasi sul lago di Como in seguito al matrimonio e alla nascita del figlio Tancredi Fornasetti, nel 1988 scrive il giallo esoterico L'infedele, seguito dal racconto Angeli musicanti illustrato con serigrafie di Mario Schifano, e dai romanzi Non voglio farti male (1991) e Cattivi sentimenti (1994). 
Dopo una crisi creativa e l'esperienza dell'analisi, nel 1997 pubblica La dea dei baci, finalista al premio Strega e vincitore del Premio Valle dei Trulli e successivamente il racconto erotico Simena, incluso nella raccolta La città proibita (1998), il romanzo breve per ragazzi Bombay solo ritorno (1999) e il romanzo Amami (1999).
Nel 2003 pubblica il romanzo Nascere non basta, vincitore del premio Città di Bari e nel 2008 il romanzo Mi manchi, che con La dea dei baci costituiscono una trilogia.
Nel 2014 esce il suo primo thriller Il nascondiglio della farfalla.
Come giornalista collabora con Il Male, Vanity Fair, Il manifesto, Gioia, Pratica, TuStyle.
I suoi libri sono tradotti e pubblicati in vari paesi europei.

## Controversie
Nel 2001, Ippolita Avalli intentò una causa civile per plagio contro Susanna Tamaro, sostenendo che alcune parti del romanzo Rispondimi sarebbero state copiate da La dea dei baci e chiedendo il blocco della distribuzione e della stampa. Il tribunale civile di Milano diede ragione a Susanna Tamaro, deliberando che non sussisteva plagio e rigettando le richieste di Ippolita Avalli.

## Opere

### Romanzi
- Aspettando Ketty, Milano, Feltrinelli, 1982
- L'infedele, Milano, Feltrinelli, 1988
- Amami, Milano, Baldini & Castoldi, 1999
- La dea dei baci, Milano, Baldini e Castoldi, 1997
- Nascere non basta, Milano, Feltrinelli, 2003
- Mi manchi, Milano, Feltrinelli, 2008
- Il nascondiglio della farfalla, Milano, Mondadori, 2014
- La neve cade sui vostri peccati, Piemme, 2019

### Racconti
- Anavlis, Roma, Kane, 1979.
- Angeli musicanti, (con serigrafia del pittore Mario Schifano) Brescia, L'obliquo, 1989.
- Non voglio farti male, Milano, Garzanti, 1991.
- Cattivi sentimenti, Viterbo, Stampa Alternativa, 1994.
- Simena in La città proibita Milano, Tropea, 1997.
- Bombay solo ritorno, Trieste, EL, 1998.

### Poesie
- Poesia Contemporanea, Roma, Savelli, 1978.

### Canzoni
- L'addio (scritta con Franco Battiato e Mino Di Martino per Giuni Russo e raccolta nell'album Fleurs 2)

### Performance
- Crime Cross, Performance teatrale (1980) filmata da Fulvio Wetzl

## Premi e riconoscimenti
- 1997 - Finalista Premio Strega per La dea dei baci[8]
- 1997 - Premio Valle dei Trulli per La dea dei baci[9]
- 2003 - Premio Città di Bari per Nascere non basta[10]